# Raymond Scheyven
Raymond, Albert, Marie Scheyven, écuyer, financier, résistant (né le 26 novembre 1911 à Bruxelles et mort le 17 janvier 1987) est un homme politique belge. Durant la Seconde Guerre mondiale il récolta des fonds pour le compte du gouvernement Pierlot basé à Londres afin de venir en aide à ceux qui refusaient le travail obligatoire. Son nom de code était "Socrate", nom qui devint d’ailleurs le nom du réseau Socrate qu’il fut appelé à diriger. Dans l'après-guerre, membre du Parti social-chrétien, Raymond Scheyven occupa plusieurs fonctions parlementaires, ministérielles et internationales.

## Éléments biographiques et formation
Raymond Scheyven est le dixième des treize enfants d'Auguste Scheyven et de Lucienne de Laveleye. Il fit ses études à l'Institut Saint-Louis à Bruxelles et à l'Université catholique de Louvain, où il obtint un doctorat en droit en 1932. Il s'inscrit au Barreau de Bruxelles et devient en 1935, à l'âge de 24 ans, directeur de la Banque Josse Allard, fonction qu'il exercera jusqu'en 1952. En 1935-1936, il fut aussi secrétaire général de la Banque Nationale.

## Épisode de la Résistance durant la Seconde guerre Mondiale
Durant l'occupation de la Belgique, Raymond Scheyven fut contacté en septembre 1943 par la Sûreté de l'État et le Special Operations Executive (SOE) pour mettre sur pied un réseau de Résistance civile dont l'objet principal était la coordination de l’aide aux réfractaires. André Wendelen, parachuté en août 1943 (mission Tybalt), fut son principal correspondant à la demande expresse de William Ugeux, directeur de la Sûreté de l'État auprès du gouvernement Pierlot-Spaak exilé à Londres. Wendelen qui portera en Belgique le nom de code Hector I contactera une série de personnes en territoire occupé, dont Raymond Scheyven, et établira un réseau qu'il confiera à Witold Lobet, alias Hector II, lors de son retour à Londres fin 1943. Scheyven accepta la périlleuse mission d’être le représentant gouvernemental chargé de distribuer et de surveiller l’emploi des fonds due gouvernement belge de Londres mis à la disposition des mouvements de résistance  et plus spécifiquement des mouvements d’aide aux réfractaires au Service du Travail Obligatoire en Allemagne (STO). Scheyven reçut le nom de code "Socrate", qui devint d’ailleurs le nom du réseau qu’il fut appelé à diriger.
Initialement, la tâche confiée à Scheyven-Socrate par le gouvernement exilé consistait principalement à remettre à Fernand Demany du Front de l'Indépendance (FI) les fonds nécessaires et à en contrôler la distribution. Mais le jeune banquier Scheyven estima assez vite que le FI était de tendance trop communiste. C’est pour cette raison qu’il s’opposa, dès ses premiers contacts clandestins avec André Wendelen (Tybalt) à ce qu’il considérait comme un monopole injustifié accordé au FI; ce qui risquait, dans son esprit, de favoriser un glissement de la société belge vers l’extrême gauche après la guerre. Son analyse n'était que partiellement correcte, mais la réussite du réseau Socrate doit beaucoup à sa décision de s’appuyer d'emblée sur des organisations sociales et de Résistance d'origines diverses en excluant tout monopole d'une organisation sur les autres. Wendelen le mettra notamment en contact avec Victor Michel, président de la Jeunesse Ouvrière Chrétienne (JOC), avec lequel des contacts avaient  été établis depuis fin 1942. C’est grâce à de multiples ancrages dans la société civile belge, en ce compris le dense réseau de propagandistes et aumôniers de la JOC en prise directe avec les problèmes dramatiques des jeunes travailleurs réfractaires au STO depuis 1942, que le réseau Socrate réussit à atteindre plusieurs dizaines de milliers de jeunes réfractaires au travail obligatoire en Allemagne. Pour certains historiens, ce choix délibéré de Scheyven-Socrate a stimulé les négociations menées clandestinement par les représentants syndicaux et patronaux engagés dans le réseau; négociations qui ont conduit à la conclusion d’un « Avant-projet de solidarité sociale », base du Pacte Social de l’après-guerre.

## Modus operandi surréaliste de l'emprunt Socrate

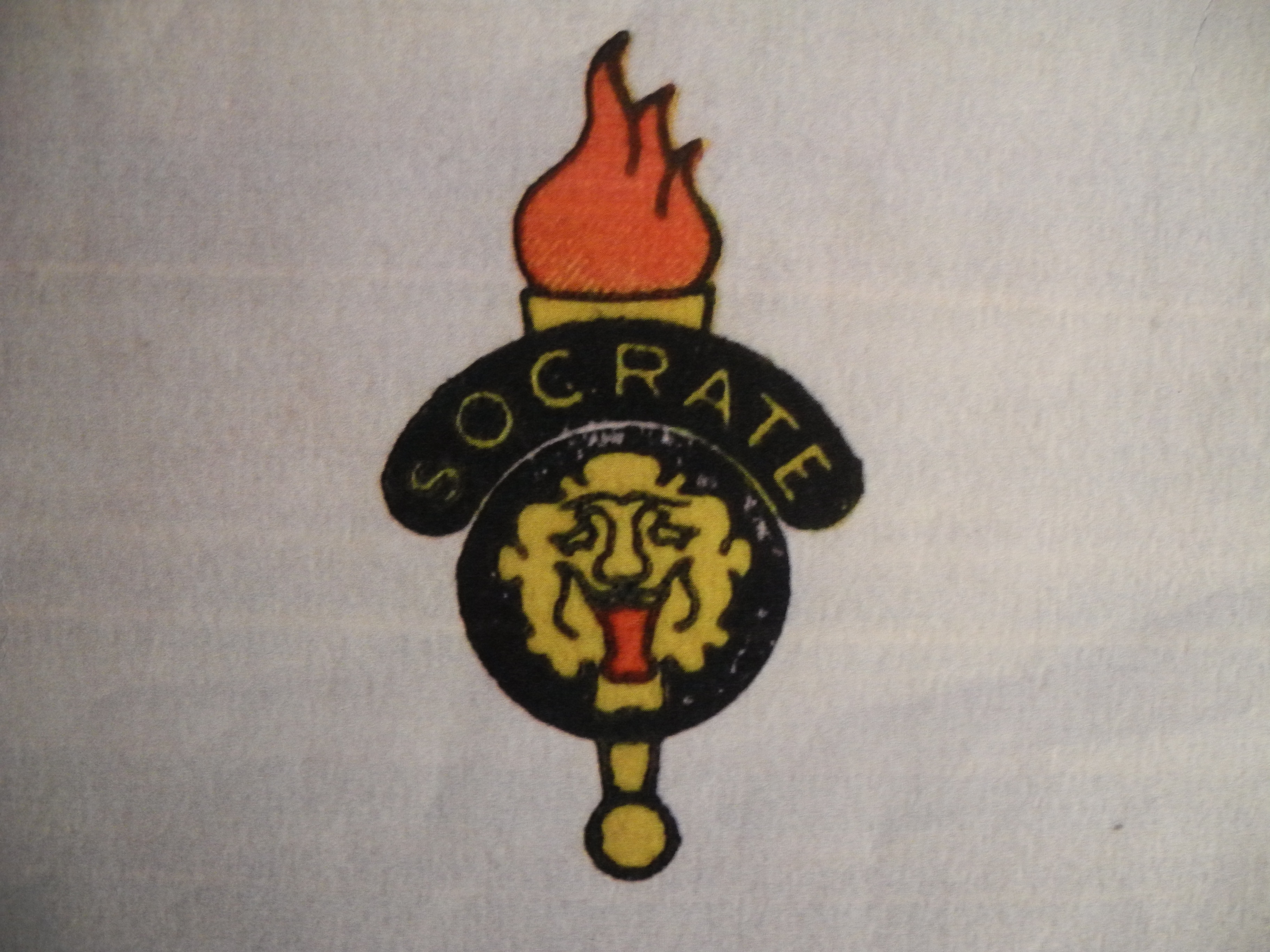
Insigne du réseau Socrate

Le modus operandi du financement des mouvements de Résistance par le réseau Socrate consistait initialement à distribuer les fonds transférés de Londres lors de missions d’agents des services de renseignement et d’action (SRA) parachutés en Belgique occupée. Devant les difficultés que cela entraînait, Scheyven avait d’abord pensé que la Banque Nationale pourrait imprimer des "faux-vrais " billets de banque. On l’assura que la chose était tout à fait impossible. Il réclama alors des certificats du trésor signés par  Camille Gutt, ministre des Finances, qui se trouvait à Londres. Il était convaincu  que, grâce à ses fonctions de directeur de banque, il lui serait possible d’en vendre à concurrence de plusieurs dizaines, voire plusieurs centaines de millions. Un agent SRA, Idès Floor, lui apporta  en lieu et place de ces bons du trésor, une procuration qui l’autorisait à contracter en territoire occupé tout emprunt pour le compte du gouvernement belge de Londres. Mais la procuration qui lui était donnée par le gouvernement de Londres était signée, non pas par Monsieur Camille Gutt, ministre des Finances, mais par Antoine Delfosse, ministre de la Justice. Puisqu’on ne lui avait pas envoyé les certificats du trésor qu’il attendait, Scheyven fabriqua lui-même les certificats du trésor en les établissant sur des feuilles de papier timbré au nom de Socrate. Il imagina ensuite un système de caution indirecte grâce auquel chaque candidat prêteur sollicité pourrait avoir l’occasion d’entendre à la BBC "son" message personnel. Cela lui permettrait, d’abord, d’avoir l’assurance que Socrate-Scheyven était bien en contact avec Londres, mais cela lui, donnerait, aussi, l’impression que sa participation à l’effort de Résistance se trouverait en quelque sorte "officialisée". Au lendemain de la libération, les "bons Socrate" furent remboursés par la Banque Nationale après que Socrate eut apposé la mention suivante : "Bon à payer à Monsieur…(nom, prénoms, adresse) la somme de…" ». La somme totale récoltée par les "bons Socrate" fut de 183 690 000 francs belges ; 159 740 000 francs furent distribués ; le solde de 30 950 000 francs fut remis par Scheyven à la Sureté de l’État au lendemain de la libération.
Le succès de l’emprunt Socrate en territoire occupé peut être attribué en partie au sens du patriotisme et à l’esprit de résistance, mais aussi au fait que sentant le vent tourner des industriels avaient des disponibilités importantes à placer en raison de la liquidation de leurs stocks. Victor Michel qui allait devenir un frère en Résistance de Scheyven est encore plus réaliste à propos des bailleurs de fonds de l’emprunt Socrate lorsqu’il mentionne : « Aussi curieux que cela paraisse aujourd’hui, évidemment cet emprunt a été contracté principalement auprès des gens qui collaboraient avec les Allemands ! (mais nous sommes déjà en 1943 et 44). C’étaient les seuls qui pouvaient dire :  Voilà, moi j’avance un million ou deux millions…. C’étaient les seuls qui n’avaient pas de contrôle si serré que les Allemands soient en défiance. Or dans chaque banque, il y avait un Verwaltung (un agent administratif contrôlant l’application des objectifs économiques et politiques national-socialistes),  il y avait un surveillant. Donc les banques elles-mêmes étaient très surveillées. Mais les affaires l’étaient moins. C’est ainsi qu’un certain nombre de gens qui ont contribué à construire le mur de l’Atlantique, d’autres qui fabriquaient des armes, d’autres encore qui étaient dans les grandes affaires de la sidérurgie ou de l’électricité ou n’importe, eh bien, ce sont ces gens-là qui ont contribué à fournir les moyens à la Résistance, sous le couvert du gouvernement belge.». Du surréalisme à la belge en quelque sorte !

## Carrière professionnelle dans l'après-guerre
Après la libération, Raymond Scheyven fut un des fondateurs du groupe de La Relève, qui eut une grande influence dans la création du PSC-CVP. En août 1945, il fut désigné comme trésorier du parti, fonction qu'il assuma jusqu'en 1974. Il allait également occuper plusieurs fonctions parlementaires, ministérielles et internationales. 
- Député et Sénateur de Bruxelles de 1946 à 1974.
- Chargé de mission aux Nations unies pour la création du Special UN Fund for Economic Development (SUNFED)[6]
- Ministre des Affaires économiques 1958
- Ministre sans portefeuille, chargé des Affaires économiques et financières du Congo Belge et du Rwanda-Burundi (1959-1960)
- Représentant belge à l'Assemblée générale de l'ONU (1947-1948 et 1969-1970)
- Ministre de la coopération au développement (1968-1972)
- Président du Conseil économique et social des Nations unies (1953-1954 et 1969-1970)
- Chargé par la F.A.O. d'une mission "en faveur des pays du Sahel pour remédier à la famine qui sévit dans ces régions" (1973)

## Distinctions
- Grand Officier de l'Ordre de Léopold
- Grand-Croix de l'Ordre de Léopold II
- Grand-Croix de l'Ordre de la Couronne
- Croix de guerre avec Palmes
- Médaille de la Résistance
- Officier de l'Ordre de l'Empire Britannique (O.B.E.)  Royaume-Uni
- Silver Star  États-Unis